# Андреа I Топия
Андреа I Топия (на албански: Andrea Topia; † 1342 г.) е средновековен албански благородник. През 1338 г. той наследява областта Мат от своя предшественик Танузио Топия.

## Живот
Андреа става зет на неаполитанския крал Робер Анжуйски без негово съгласие и това става причина за неговата гибел. Неаполитанският крал изпраща извънбрачната си дъщеря Елена през Драч за Византия, където тя е обещана за съпруга на владетел от Морея. В албанския пристанищен град обаче Елена се запознава с Андреа Топия, двамата се влюбват и сключват брак без разрешението на нейния баща. От брака им се раждат тримата им сина, Георги Топия, Доменико Топия (епископ на Драч през 1359 г., след това архиепископ на Задар) и Карло Топия. Но Робер Анжуйски не забравя нанесената му обида с незачитането на волята му. Той кани двойката през 1342 г. в Неапол под предлог, че иска да се помири с тях и когато те пристигат, нарежда да бъдат екзекутирани.
Синовете на Андреа и Елена, които остават в Албания, оцеляват. По-късно Карло Топия с основание се позовава на роднинските си връзки с неаполитанския кралски дом, въпреки че през целия си живот води политика, насочена срещу Анжу, тъй като не може да прости за убитите си родители. Всъщност и гербът на рода Топия съдържа три лилии, разделени с пунктирана линия, което показва незаконнородено дете.